# 모텔리어
"모텔리어"는 2020년 공개된 대한민국의 로맨스 코미디 영화이다.

## 출연

### 주요 인물
- 이가은 - 다희 역
- 이기용 - 승준 역

### EP.1
- 김수올 - 다영 역
- 안종선 - 현태 역
- 김진옥 - 다영 어머니 역

### EP.2
- 장준영 - 기욱 역
- 지연주 - 지연 역
- 김종태 - 남 사장 역
- 불리니아 나탈리아 - 마사지사 1 역
- 칼제 셀레네 - 마사지사 2 역
- 남기웅 - TV 진행자 역
- 양유진 - TV 진행자 역

### EP.3
- 김다솜 - 민정 역
- 최유림 - 세희 역

### EP.4
- 정선희 - 연우 역
- 김승우 - 민재 역
- 계예린 - 승희 역
- 박경근 - 현승 역
- 우혜영 - 수정 역

### EP.5
- 주성우 - 철수 역
- 이새별 - 영희 역
- 곽용준 - 어린이 1 역
- 오윤경 - 어린이 2 역
- 최은우 - 어린이 3 역

### 그 외 인물
- 정홍채 - 정석 역
- 김보경 - 유나 역